# Bolxaia Ossínovka
Bolxaia Ossínovka (en rus: Большая Осиновка) és un poble de l'óblast de Saràtov, a Rússia, segons el cens del 2010 tenia 353 habitants. Pertany al districte municipal d'Atkarsk.